# Nguyễn Quang Hải
Quang Hải Nguyễn (Hanoi, 12 aprile 1997) è un calciatore vietnamita, centrocampista o attaccante del CAHN e della nazionale vietnamita.

## Caratteristiche tecniche
È un centrocampista offensivo, impiegato principalmente da trequartista, ma anche nella posizione di ala.
Per le sue caratteristiche, in patria è soprannominato sóc con, termine che nella lingua vietnamita corrisponde letteralmente a "piccolo scoiattolo". Inoltre, è considerato come uno dei talenti migliori a livello nazionale, se non il migliore, della sua generazione, tanto da aver ricevuto in alcuni casi l'appellativo di "Messi del Vietnam".

## Carriera

### Club
Nato a Đông Anh, distretto della capitale vietnamita Hanoi, nel 2006, a nove anni, Nguyễn viene notato ad un torneo amatoriale dagli osservatori locali della neonata squadra della capitale, che lo convincono ad entrare a far parte del settore giovanile del club. Qui, fa il suo esordio fra i professionisti nel 2014, prima di giocare una stagione in prestito al Saigon FC.
Ritornato nella capitale nel 2015, in poco tempo Nguyễn si afferma come uno dei giovani più promettenti del calcio nazionale, aiutando l'Hanoi a vincere prima il campionato di seconda serie, nel 2015, e poi il titolo della V League 1, l'anno seguente. Lungo gli anni, il trequartista si ritaglia uno spazio sempre più centrale all'interno della squadra, contribuendo alla vittoria di altri due titoli nazionali, nel 2018 e nel 2019, nonché di due coppe nazionali consecutive, nel 2019 e nel 2020.
Nel marzo del 2022, poco dopo l'inizio della nuova stagione del campionato nazionale, Nguyễn annuncia di non aver rinnovato il contratto con l'Hanoi, poi scaduto il mese successivo, esprimendo il desiderio di volersi mettere alla prova in un campionato europeo. Disputa quindi la sua ultima partita per la squadra della capitale il 7 aprile seguente, contribuendo alla vittoria per 4-0 sul Cong An Nhan Dan FC. In tutto, il trequartista ha collezionato 127 presenze e 31 reti in campionato con la maglia dell'Hanoi.
Dopo mesi di speculazione sulla sua possibile destinazione, il 29 giugno 2022 Nguyễn si unisce ufficialmente al club francese del Pau FC, militante in Ligue 2. In questo modo, diventa il primo giocatore vietnamita ad approdare nel campionato francese, nonché il sesto a giocare in un campionato professionistico europeo. Fin da subito, il suo trasferimento innesca un fenomeno mediatico, attirando l'attenzione di molti connazionali e dei media internazionali.

### Nazionale
Dopo aver rappresentato le formazioni Under-17 e Under-19, Nguyễn ha partecipato con la selezione Under-20 vietnamita ai Mondiali di categoria del 2017, dove ha anche vestito la fascia di capitano: nell'occasione, però, il Vietnam non è riuscito a superare il primo turno, chiudendo senza vittorie e all'ultimo posto nel proprio girone.
Convocato per la prima volta nell'Under-23 vietnamita nello stesso anno, con la selezione il trequartista ha ottenuto diversi risultati rilevanti a livello continentale, fra cui un secondo posto alla Coppa d'Asia di categoria nel 2018, un quarto posto ai Giochi asiatici dello stesso anno e una medaglia d'oro ai Giochi del Sud-est asiatico nel 2019.
Convocato per la prima volta in nazionale maggiore nel 2017, Nguyễn ha esordito il 13 giugno seguente, a vent'anni, prendendo il posto di Nguyễn Công Phượng nei minuti finali dell'incontro con la Giordania, conclusosi sullo 0-0 e valido per le qualificazioni alla Coppa d'Asia del 2019. Ha quindi segnato il suo primo gol per il Vietnam il 5 settembre dello stesso anno, segnando il gol della vittoria nel successo per 2-1 sulla Cambogia.
L'anno successivo, Nguyễn ha partecipato all'AFF Cup, dove con tre reti ha contribuito alla vittoria finale del torneo da parte della sua nazionale. In seguito alle sue prestazioni, è stato eletto come miglior giocatore del torneo.
In seguito alla qualificazione del Vietnam alla Coppa d'Asia del 2019, il giocatore ha preso parte anche a tale competizione: nell'occasione, Nguyễn si è distinto come uno dei migliori elementi della rappresentativa vietnamita, segnando un gol su punizione contro lo Yemen nella fase a gironi e, più in generale, contribuendo alla sorprendente cavalcata della squadra lungo il torneo, poi conclusasi ai quarti di finale per mano del Giappone.
Nel 2024, Quang Hai apparirà nell'elenco della nazionale vietnamita che parteciperà all'ASEAN Cup 2024, nella seconda partita della fase a gironi. Quang Hai ha segnato un gol per aiutare il Vietnam a sconfiggere l'Indonesia 

## Statistiche

### Cronologia presenze e reti in nazionale
| Cronologia completa delle presenze e delle reti in nazionale ― Vietnam | Cronologia completa delle presenze e delle reti in nazionale ― Vietnam | Cronologia completa delle presenze e delle reti in nazionale ― Vietnam | Cronologia completa delle presenze e delle reti in nazionale ― Vietnam | Cronologia completa delle presenze e delle reti in nazionale ― Vietnam | Cronologia completa delle presenze e delle reti in nazionale ― Vietnam | Cronologia completa delle presenze e delle reti in nazionale ― Vietnam | Cronologia completa delle presenze e delle reti in nazionale ― Vietnam |
| Data                                                                   | Città                                                                  | In casa                                                                | Risultato                                                              | Ospiti                                                                 | Competizione                                                           | Reti                                                                   | Note                                                                   |
| ---------------------------------------------------------------------- | ---------------------------------------------------------------------- | ---------------------------------------------------------------------- | ---------------------------------------------------------------------- | ---------------------------------------------------------------------- | ---------------------------------------------------------------------- | ---------------------------------------------------------------------- | ---------------------------------------------------------------------- |
| 08-01-2019                                                             | Abu Dhabi                                                              | Iraq                                                                   | 3 – 2                                                                  | Vietnam                                                                | Coppa d'Asia 2019 - 1º turno                                           | -                                                                      |                                                                        |
| 12-01-2019                                                             | Abu Dhabi                                                              | Vietnam                                                                | 0 – 2                                                                  | Iran                                                                   | Coppa d'Asia 2019 - 1º turno                                           | -                                                                      |                                                                        |
| 16-01-2019                                                             | al-'Ayn                                                                | Vietnam                                                                | 2 – 0                                                                  | Yemen                                                                  | Coppa d'Asia 2019 - 1º turno                                           | 1                                                                      |                                                                        |
| 20-01-2019                                                             | Dubai                                                                  | Giordania                                                              | 1 – 1 dts (2-4 dtr)                                                    | Vietnam                                                                | Coppa d'Asia 2019 - Ottavi di finale                                   | -                                                                      |                                                                        |
| 24-01-2019                                                             | Dubai                                                                  | Vietnam                                                                | 0 – 1                                                                  | Giappone                                                               | Coppa d'Asia 2019 - Quarti di finale                                   | -                                                                      |                                                                        |
| 10-10-2019                                                             | Hanoi                                                                  | Vietnam                                                                | 1 – 0                                                                  | Malaysia                                                               | Qual. Mondiali 2022                                                    | 1                                                                      |                                                                        |
| 7-10-2021                                                              | Sharjah                                                                | Cina                                                                   | 3 – 2                                                                  | Vietnam                                                                | Qual. Mondiali 2022                                                    | -                                                                      |                                                                        |
| 27-9-2022                                                              | Ho Chi Minh                                                            | Vietnam                                                                | 3 – 0                                                                  | India                                                                  | Amichevole                                                             | -                                                                      |                                                                        |
| Totale                                                                 |                                                                        | Presenze                                                               | 8                                                                      |                                                                        | Reti                                                                   | 2                                                                      |                                                                        |

## Palmarès

### Club

#### Competizioni nazionali
- V League 1: 3

Hà Nội T&T: 2016, 2018, 2019
- Coppa del Vietnam: 3

Hà Nội T&T: 2019, 2020
CAHN: 2024-2025
- Supercoppa del Vietnam: 2

Hà Nội T&T: 2018, 2019

### Nazionale
- VFF Cup: 1

2018
- Giochi del Sud-est asiatico: 1

2019
- AFF Cup: 1

2018